# Lozna (okręg Sălaj)
Lozna – wieś w Rumunii, w okręgu Sălaj, w gminie Lozna. W 2011 roku liczyła 401 mieszkańców.